# Умм-Саид
Умм-Саи́д, также Мусайи́д (Месайид, Месаид, араб. مسيعيد‎) — нефтеэкспортный порт на востоке полуострова Катар, один из главных портов в Персидском заливе. Расположен в 45 км к югу от Дохи, к северо-западу от мыса Умм-Саид, на побережье бухты Дохат-Умм-Саид. Административно относится к муниципалитет Эль-Вакра.
В 1996 году управление городом передано государственной нефтяной компании Qatar Petroleum (QP, ныне QatarEnergy). В 2017 году компания Qatar Petroleum передала некоторые участки государственной компании Manateq.
В прошлом — административный центр одноимённого муниципалитета, в 2006 году муниципалитет Умм-Саид упразднён и город вошёл в муниципалитет Эль-Вакра.
Один из основных промышленных центров Катара. Сам город удалён от побережья на 4 км. Порт и прочие промышленные объекты входят в промышленную зону, которая расположена к югу от города на побережье.
Қак и все местные населенные пункты, Умм-Саид в основном одноэтажен. Многоэтажные здания здесь, как правило, принадлежат муниципалитету, правлениям фирм и компаний. Город сравнительно благоустроен: он электрифицирован (имеется ТЭС мощностью 30 тыс. кВт), оснащен водопроводом (вода поступает из источников Эль-Джамалия и Сунаа, расположенных в центре полуострова), частично озеленён.

## Экономика

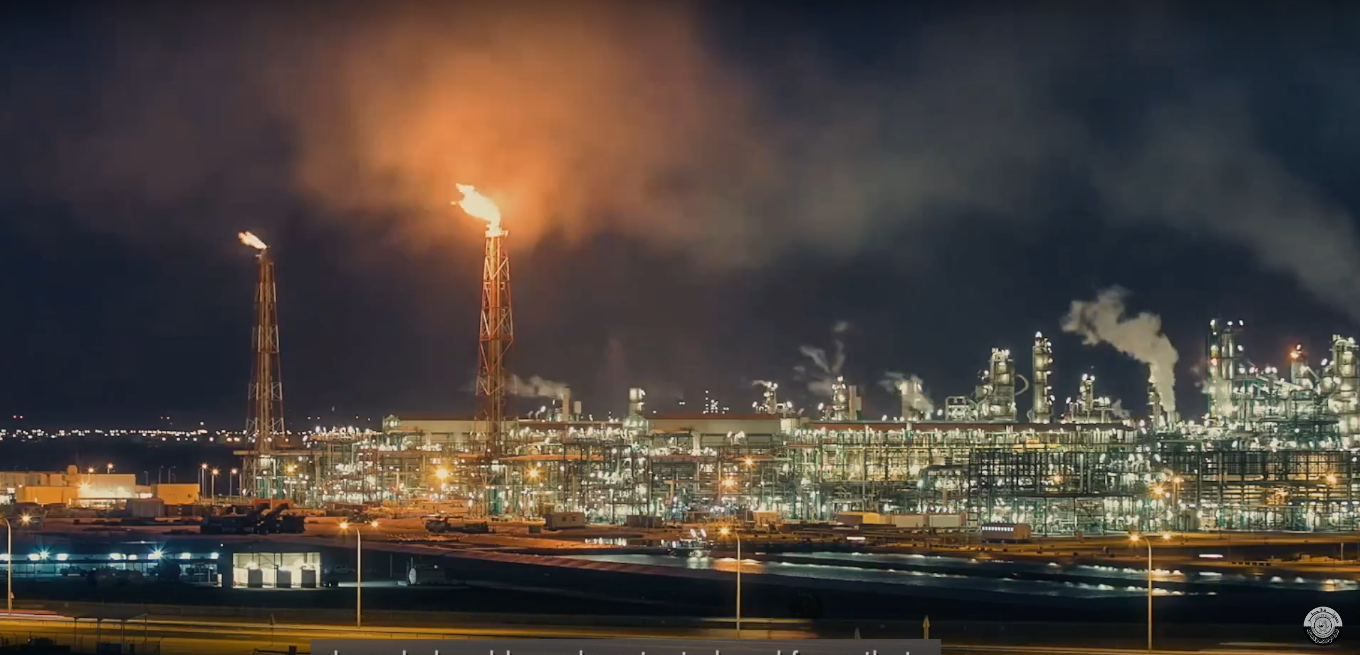
Индустриальная зона Умм-Саид

Конечный пункт шоссе, пересекающего полуостров Катар с запада на восток. Первая шоссейная дорога была построена в Катаре ещё до Второй мировой войны. Она связала Духан и Умм-Саид со столицей страны Дохой.
Умм-Саид связан трубопроводом с Духаном — крупнейшим и старейшим месторождением нефти в стране. Нефть перекачивается по нефтепроводу (длиной 117 км), идущему от Умм-Баб. Действует нефтеочистительный завод. Из Умм-Саида нефть поступает на экспорт.
29 декабря 1949 года при шейхе Али первая партия нефти из Духана была отправлена на экспорт через порт Умм-Саид. В 1949 году Умм-Саид посетили 106 танкеров, в 1955 году — 278, в 1959 году — 392. Порт Умм-Саид способен ежегодно обрабатывать до 1200 судов. К северу от Умм-Саида в Умм-эль-Хуль 3 сентября 2017 года на фоне Катарского дипломатического кризиса официально открыт новый порт имени шейха Хамада для крупногабаритных судов, строительство которого начато в 2011 году. Площадь порта более 25 км². Порт позволяет обрабатывать до 7,5 млн 20-футовых контейнеров (TEU). Ширина подходного канала составляет 700 метров, а глубина — 17 метров. Порт обошёлся в 7,5 млрд долларов США. Порт позволяет привозить товары напрямую из Китая и оманского Сухара. Из 377 судов, которые прибыли в три порта страны в июле 2019 года, почти половина судов — 141 прибыли в порт Умм-Саид.
В порту Умм-Саид компания  Petroleum Development (Qatar) Ltd. (PDQ, «Петролеум девелопмент оф Катар», позднее Qatar Petroleum (QP)) построила небольшой нефтеперегонный завод (мощностью по прямой перегонке до 30 тыс. т в год), рассчитанный на местные нужды и нужды самой компании.
В индустриальной зоне, сложившейся в районе Умм-Саида, сконцентрированы промышленные предприятия, построенные в 1970—1980-х годах, основные мощности по производству сжиженного газа, по переработке нефти и производству продукции нефтехимии (заводы дочерних компаний QatarEnergy), в том числе один из крупнейших в мире нефтехимических комбинатов. Действуют заводы по производству химических удобрений Qatar Fertiliser Company (QAFCO), дочерней структуры QatarEnergy, сталелитейный завод (мощностью до 1,5 млн т в год, крупное производство арматуры, в том числе на экспорт) компании Qatar Steel, дочерней структуры QatarEnergy, цементные и водоопреснительные заводы.
В 1974 году открыто отделение Национального банка Катара.